# Asientos
Asientos, Real de Asientos – niewielka miejscowość w środkowym Meksyku, w północno-wschodniej części stanu Aguascalientes, siedziba władz gminy Asientos. Miejscowość jest położona na płaskowyżu, w górach Sierra Madre Wschodnia na wysokości 2 168 m n.p.m.. Asientos leży około 60 km na północny wschód od stolicy stanu Aguascalientes. W 2010 roku ludność miasteczka liczyła 4 517 mieszkańców. Miasteczko powstało w 1713 roku ze wsi założonej jeszcze w XVI wieku przez hiszpańskiego konkwistadora Diego de Ibarra.

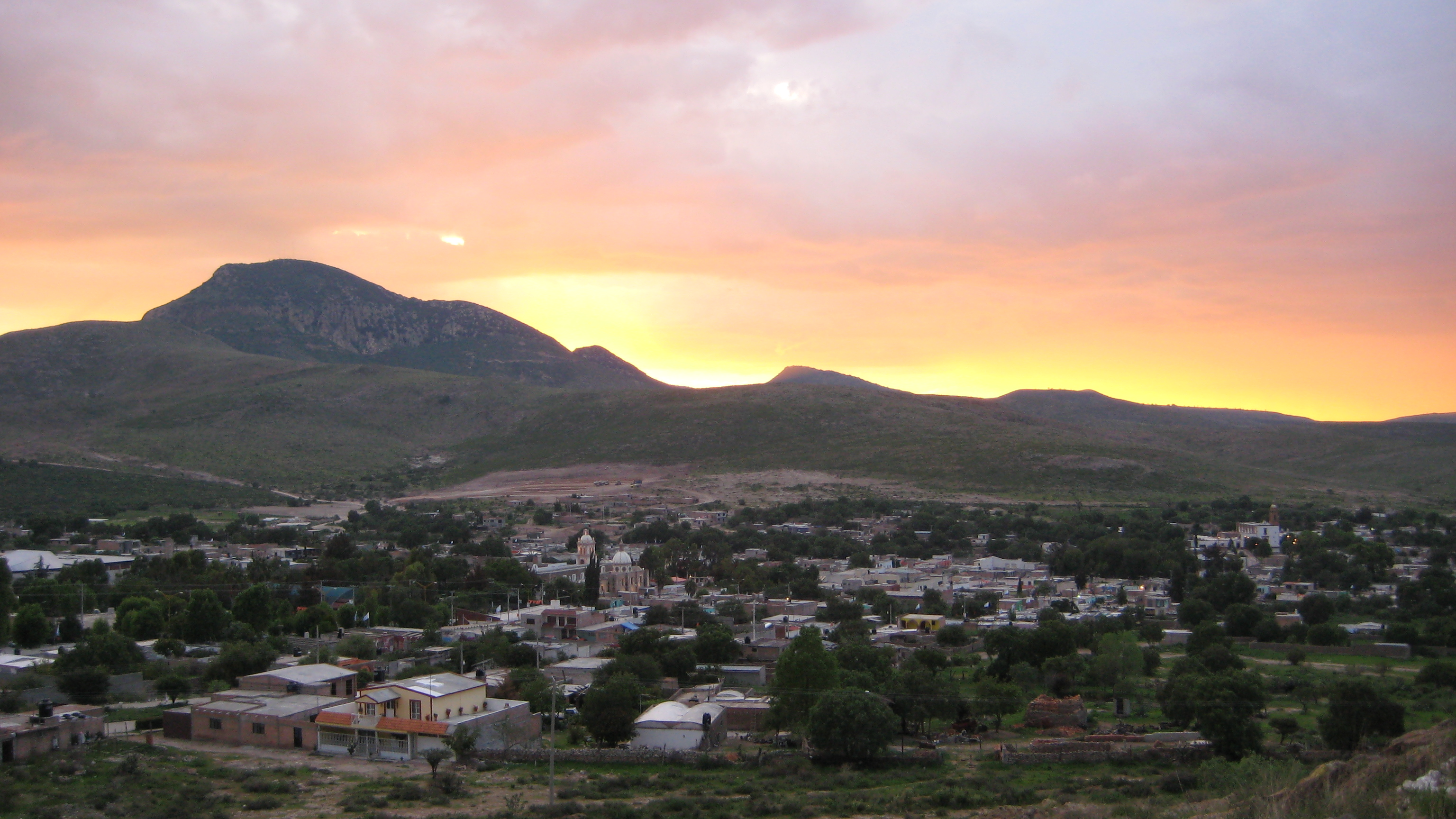
Widok na miasto

W miasteczku warto zwiedzić kilka zabytkowych kościołów z najstarszym ponad czterystuletnim Parroquia de Nuestra Señora de Belén i galerią parafialną (Pinacoteca Parroquial) z unikalnymi dziełami z XVII i XVIII wieku, a także sanktuarium del Señor de Tepozán. Ponadto w miasteczku jest ogród botaniczny Museo Vivo de Plantas w którym rośnie ponad 1500 roślin z tego rejonu klimatycznego a w szczególności licznie reprezentowane rodziny agawowe, kaktusowate i gruboszowate.    